# سانبو-این

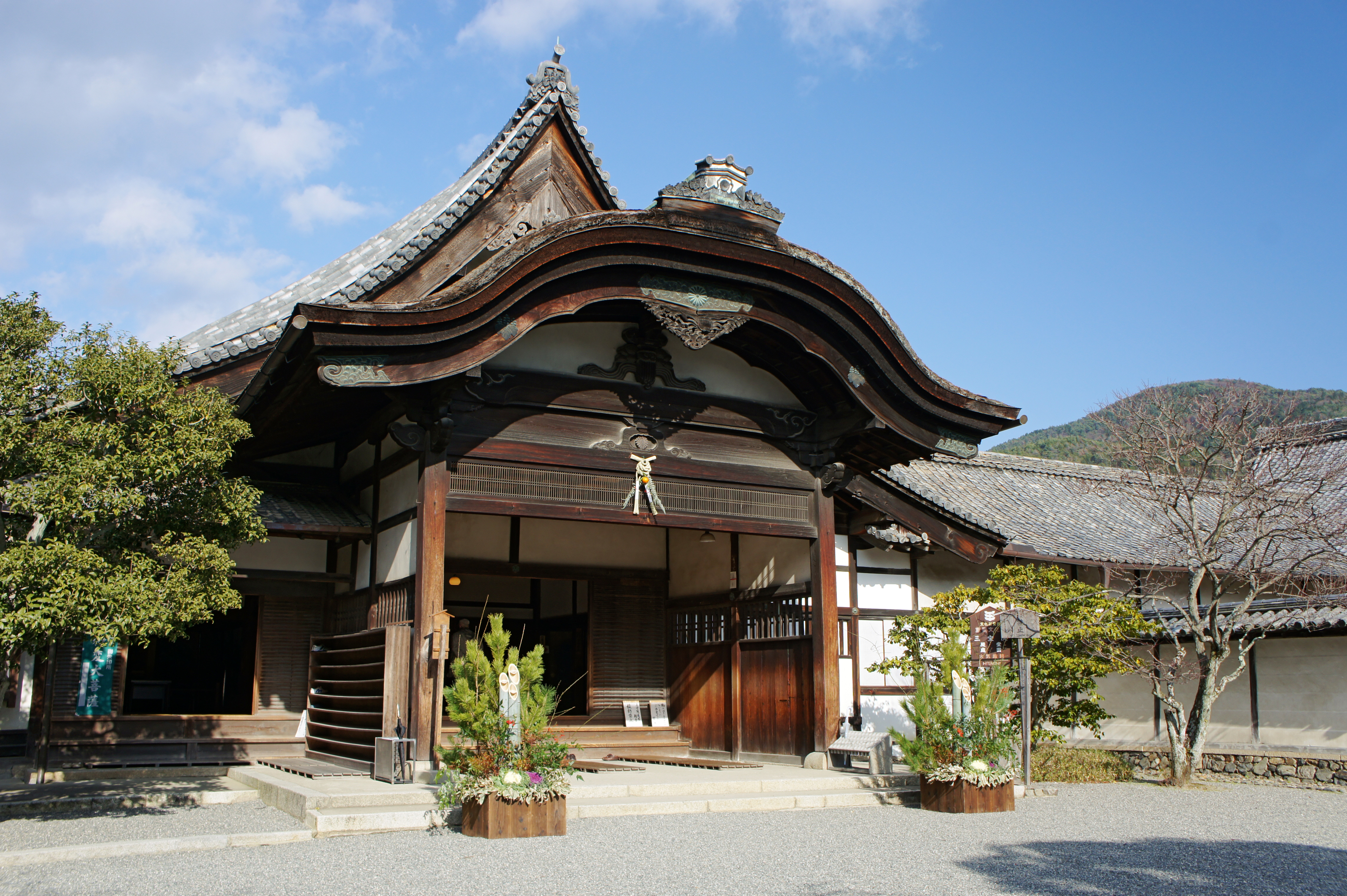

سانبو-این (به ژاپنی: 三宝院, Sanbō-in) یک معبد آیین بودایی است که در جنوب کیوتو در ژاپن واقع شده‌است. امروزه در درجه اول به دلیل کیفیت باغ خود شناخته می‌شود. سانبو-این در دوره آزوچی–مومویاما (۱۶۱۵–۱۵۸۲) تأسیس شد. یک معبد فرعی دایگو-جی است، دایگو-جی یک معبد دوره هی‌آن است که در سال ۹۰۲ تأسیس شده‌است. در دوره سنگوکو تعمیرات این معبد انجام نمی‌شود و به حال خود رها شده بود.
در سال ۱۵۹۸، تویوتومی هیده‌یوشی به طراحی مجدد باغ قبل از مهمانی مشهور خود بنام هانامی دایگو (تماشای شکوفه‌های گیلاس) کمک کرد. طرح پیش‌بینی شده هیده‌یوشی برای باغ در سال ۱۶۱۸ تکمیل شد، و یوشیرو، باغبان اصلی، عنوان «کن تی» (باغبان عالی) را برای کار خود دریافت کرد.